# Cole Atane
Cole Atane es un deportista neozelandés que compite en taekwondo. Ganó una medalla de plata en el Campeonato de Oceanía de Taekwondo de 2022, en la categoría de –58 kg.

## Palmarés internacional
| Campeonato de Oceanía | Campeonato de Oceanía | Campeonato de Oceanía | Campeonato de Oceanía |
| Año                   | Lugar                 | Medalla               | Categoría             |
| --------------------- | --------------------- | --------------------- | --------------------- |
| 2022                  | Papeete (Francia)     | Medalla de plata      | –58 kg                |